# Theta Virginis
Theta Virginis (θ Vir / 51 Virginis) es una estrella múltiple en la constelación de Virgo de magnitud aparente +4,38.
Actualmente no tiene nombre propio, pero en la obra Surya Siddhanta era Apami-Atsa, «el niño de las aguas».
Asimismo, en la astronomía china era, junto a otra estrella hoy desconocida, Ping Taou, «el camino llano».
El sistema, distante 136 años luz del sistema solar, consta de tres estrellas, Theta Virginis A, Theta Virginis B y Theta Virginis C.
Theta Virginis A es, a su vez, una estrella binaria, siendo denominadas las dos componentes Theta Virginis Aa y Ab.
La primera de ellas es una subgigante blanca de tipo espectral A1IV con una temperatura superficial de 9450 K.
Es 135 veces más luminosa que el Sol y tiene una masa de 2,5 masas solares.
Con un radio 4,3 veces más grande que el radio solar, gira sobre sí misma con una velocidad de rotación proyectada de 13 km/s, siendo su período de rotación inferior a 16 días.
Por su parte, Theta Virginis Ab es una estrella blanca de la secuencia principal de tipo A5V.
Con una temperatura efectiva de 8300 K, su luminosidad es 14 veces superior a la luminosidad solar.
Tiene una masa de 1,85 masas solares y su radio es un 20% más grande que el del Sol.
Catalogada como «estrella con líneas metálicas» es, probablemente, también un rotor lento, consistente con dicha clasificación.
La metalicidad de ambas estrellas es un 40% inferior a la solar
La separación media entre Theta Virginis Aa y Ab es de 39 UA y su período orbital es de 116 días.
Theta Virginis B tiene magnitud +9,4 y está separada visualmente 7 segundos de arco de Theta Virgins A.
Aunque en el pasado le fue atribuido un color violeta, hoy se sabe que es una enana amarilla de tipo G0 no muy diferente al Sol, siendo un 40% más luminosa que este.
Se encuentra a una distancia de 690 UA respecto a la binaria Aa-Ab y emplea más de 7800 años en completar una órbita en torno a ella.
Completa el sistema Theta Virginis C, de magnitud +10,4.
Es una enana amarilla de tipo G8V —parecida a ξ Bootis o 41 Arae— que tarda al menos 230.000 años en dar una vuelta alrededor de las tres estrellas interiores.
La edad del sistema es de 560 millones de años.